# 해운대초등학교
해운대초등학교(海雲臺初等學校)는 대한민국 부산광역시 해운대구 중동에 있는 공립 초등학교이고, 이 학교는 아직 일제 강점기 시대였던 1937년에 경남부산해운대공립보통학교로 처음 개교되었다.

## 학교 연혁
- 1937년 4월 1일 해운대공립보통학교로 개교(4년제 2학급)
- 1938년 4월 1일 해운대동공립심상소학교로 개칭
- 1941년 4월 1일 해운대동공립국민학교(6년제)로 개칭
- 1962년 3월 2일 강동국민학교 분리
- 1976년 3월 2일 동백국민학교 분리
- 1980년 3월 2일 해동국민학교 분리
- 1993년 9월 3일 체육관(구남관) 완공
- 1996년 3월 2일 해운대초등학교로 개칭
- 2004년 1월 16일 과학관 개관
- 2004년 3월 29일 한일 갯벌학교 운영
- 2009년 9월 1일 영어체험실 개관
- 2012년 5월 4일 인조잔디운동장 개장
- 2015년 9월 1일 제32대 권영숙 교장 부임
- 2016년 2월 19일 제77회 졸업식(82명)(총 24624명)
- 2016년 2월 29일 보건실 환경정비
- 2016년 3월 1일 23학급(특수 1 포함) 편성
- 2016년 12월 30일 강당 천장방수, 내부도색 및 바닥 왁싱, 옥상 물탱크 교체
- 2017년 2월 17일 제78회 졸업식(82명)(총 24706명)
- 2017년 3월 1일 22학급(특수 1 포함) 편성
- 2018년 3월 2일 제33대 안봉현 교장 부임
- 2020년 7월 26일인가 제 34대 박경애 교장 부임

## 참고 자료
- 해운대초등학교 - 한국교육학술정보원 학교알리미